# Movemento pola Base
Movemento pola Base (Movimiento por la Base) fue una organización política independentista y nacionalista gallega de izquierdas. Nació en el verano de 2006 a partir de un colectivo de militantes del Bloque Nacionalista Galego críticos con la evolución política de la formación en los años anteriores.

## Historia
La participación del Bloque Nacionalista Galego (BNG) en un gobierno bipartito con el PSdG en la Junta de Galicia generó diversas críticas dentro de la formación nacionalista, y algunos de sus militantes consideraron que la acción política se apartaba de los principios históricos de la organización. Paralelamente, surgirán en ese tiempo otras divergencias en el sindicato nacionalista CIG y en la organización juvenil Galiza Nova (en este caso dará lugar a la creación de Isca).
En este contexto un grupo de militantes de la UPG (partido integrante del BNG) y del CIG de Ferrol, Santiago de Compostela y Vigo abandonaron la UPG e iniciaron el proceso para impulsar una nueva organización. Entre estos estaban Antolín Alcántara, Fermín Paz, Manuel Mera y Ramiro Oubiña, que formaban parte de la Ejecutiva de la CIG, y Fidel Diéguez Diez. A ese grupo se unió também un grupo de militantes del movimiento juvenil e estudiantil que en paralelo fundaría Isca.
El primer acto público de Movemento pola Base (MpB) fue la presentación de una candidatura al Consello Nacional en la XII Asamblea Nacional del BNG encabezada por Fermín Paz y Paula Castro que recabó  245 votos (9,32%) y 5 representantes (Fermín Paz Lamigueiro, Paula Castro Lago, Xosé Emilio Vicente Caneda, Zelia García Parra y Fidel Diéguez Díez). En esta Asamblea Nacional del BNG el MpB criticó lo que consideraba la deriva ideológica del BNG y la pérdida del mecanismo asambleario en la toma de decisiones de la formación. El día 28 de octubre de 2007 se constituyó formalmente como organización política, y se definió como una "organización de clase trabajadora" que aboga por la independencia de Galicia y "por la superación del capitalismo con la construcción del poder popular en el camino de la sociedad socialista".

## División interna
Entre los meses de diciembre de 2008 y enero de 2009 esta corriente se fragmentó entre aquellos partidarios de crear una nueva formación política al margen del BNG y los que abogaban por seguir dentro de la formación. También fue un elemento importante en la división el papel del MpB en la CIG y sus relaciones con UPG dentro de esta central sindical. Las dos facciones reivindicaron su legitimidad y el uso de la denominación Movemento pola Base.
Una de las facciones (polabase.net) celebró una asamblea el 7 de febrero de 2009 donde se decidió abandonar el BNG como plataforma electoral de la organización y se manifestó la necesidad de una nueva organización soberanista con presencia en las instituciones. Esta facción abandonó definitivamente el BNG el 14 de marzo de 2009. En 2012 este sector se integraría en Anova, disolviéndose poco tiempo después.
El sector del MpB que permaneció en el BNG (polabase.org) abandonó la disputa por las siglas y, bajo el nombre Movemento Galego ao Socialismo, pasó a organizarse como partido político integrado en el BNG.